# Nagrada hrvatskog glumišta za najbolju glavnu mušku ulogu
Popis dobitnika Nagrade hrvatskog glumišta u kategoriji najbolje glavne muške uloge. 
1992./1993. Franjo Kuhar

1992./1993. Nenad Srdelić

1992./1993. Ico Tomljenović

1993./1994. Žarko Savić

1993./1994. Ljubomir Kerekeš

1994./1995. Božidar Alić

1995./1996. Ljubomir Kerekeš

1996./1997. Zlatko Vitez

1997./1998. Milan Pleština

1998./1999. Mustafa Nadarević

1999./2000. Goran Grgić

2000./2001. Krešimir Mikić

2001./2002. Vanja Drach

2002./2003. Željko Konigsknecht

2003./2004. Krešimir Mikić

2004./2005. Milan Pleština

2005./2006. Sreten Mokrović

2006./2007. Rakan Rushaidat

2007./2008. Vili Matula

2008./2009. Vid Balog

2009./2010. Joško Ševo

2010./2011. Goran Grgić

2011./2012. Hrvoje Kečkeš

2012./2013. Siniša Popović

2013./2014. Živko Anočić

2014./2015. Borko Perić

2015./2016. Rakan Rushaidat

2016./2017. Borko Perić

2017./2018. Dražen Čuček

2018./2019. Rade Šerbedžija

2019./2020. Branko Meničanin

2020./2021. Siniša Popović

2021./2022. Damir Lončar

2022./2023. Vedran Dakić

2023./2024. Goran Višnjić